# Prison des Chantiers
Ne doit pas être confondue avec la maison d'arrêt de Versailles
La prison des Chantiers, également appelée prison des femmes et enfants des Chantiers, est une ancienne prison française située dans le quartier des Chantiers dans la commune de Versailles, dans le département des Yvelines et dans la région Île-de-France.
La prison, uniquement en activité durant la Commune de Paris entre 1871 et 1874, occupait un terrain actuellement situé au 2, place Poincaré à Versailles, le site étant désormais occupé par le collège technique Raymond-Poincaré.

## Histoire

### Origine du site
Le terrain sur lequel est bâti l’établissement est situé en partie sur l'emplacement de l'ancien chenil du Roi, à proximité immédiate de la gare des Chantiers.
Un hangar à farine est construit en 1859 sur le terrain afin de respecter l'obligation, en vigueur durant cette période, de disposer d'un stock de trois mois de farine afin de subvenir aux besoins de la population. Cette obligation est cependant abrogée peu avant la fin de la construction du bâtiment qui est alors mis à la disposition du ministère de la Guerre qui y entrepose des denrées alimentaires.

### La Commune de Paris: utilisation du site en tant que prison

#### Emprisonnement des communards
En 1871, les événements de la Commune de Paris conduisent les autorités à utiliser le bâtiment comme prison afin d'incarcérer les communards et plus particulièrement les femmes appartenant à ce mouvement alors surnommées les « Pétroleuses », Louise Michel étant l'une des détenues les plus notables de la prison.
La localisation proche de la gare des Chantiers constitue également un atout supplémentaire pour le site,.
Le site est essentiellement destiné à emprisonner des femmes et des enfants mais certains hommes y sont également détenus.

#### Photographie des prisonnières et premiers photomontages
Les photographes français Eugène et Ernest-Charles Appert, célèbres pour leurs clichés de la Commune de Paris de 1871, réalisent durant cette période plusieurs clichés de prisonnières détenues dans la prison des Chantiers, incluant notamment un portrait de Louise Michel.
Ernest-Charles Appert exploite ensuite commercialement les portraits de prisonniers dans des photomontages, où il met en scène les protagonistes. Les femmes photographiées individuellement dans la cour de la prison des Chantiers se retrouvent ainsi dans le photomontage Des femmes de la Commune.

#### L'affaire Marcerou
Les conditions de détention sont particulièrement difficiles du fait de la torture infligée aux femmes et enfants emprisonnés par le lieutenant de chasseurs Charles-Eugène Marcerou, ancien lancier de la garde impériale et « geôlier en chef » de la prison,.
Ces événements sont tout d'abord passés sous silence par les autorités mais sont relancés en 1880 dans le cadre d'une enquête à charge menée par Frédéric Cournet dans le journal L'Intransigeant. Durant cette enquête, plusieurs anciens détenus de la prison des Chantiers, parmi lesquels Henri Ranvier,, Herminie Cadolle et Émilie Noro,, témoignent des sévices qu'ils ont subis de la part de Marcerou.
De nombreux témoignages affluent ainsi pour dénoncer les sévices exercés par Marcerou, les articles de L'Intransigeant déclenchant également des débats importants et animés dans les sphères médiatiques et politiques de l'époque. 
Une enquête administrative est en outre diligentée par le ministère de la Justice à la suite de ces publications, les résultats de cette enquête concluant cependant qu'« aucune preuve n’ayant donné lieu à poursuivre M. Marcerou ». Cette annonce déclenche immédiatement des réactions de contestation dans les médias d'opposition. 
Les événements rapportés par cette série d'articles trouvent également des échos dans les ouvrages écrits par Louise Michel, Céleste Hardouin et Émilie Noro dans lesquels elles détaillent également leur détention et les conditions de leur emprisonnement à la prison des Chantiers.

### Fermeture de la prison et réaménagement du site
Les derniers prisonniers quittent la prison en mai 1874 pour être transférés dans d'autres sites tels que Quelern ou la prison de Landerneau. Après un renouvellement du bail au ministère de la Guerre, le terrain est par la suite occupé par les établissements Truffaux qui en seront par la suite expropriés dans le cadre du projet d'agrandissement de la gare des Chantiers.
Le 19 février 1929, le terrain est racheté par la ville de Versailles dans le cadre d'un plan de réaménagement du quartier qui voit notamment la construction d'un établissement scolaire en 1933 qui existe encore actuellement.

## Détenus notables
L'une des détenues les plus notables est Louise Michel qui relate son passage dans l'établissement dans ses mémoires intitulés La Commune, Histoire et souvenirs.
D'autres détenues notables appartenant au mouvement des communards sont également emprisonnées dans l'établissement durant la Commune de Paris, notamment :
- Herminie Cadolle[10] ;
- Marie Chiffon[16] ;
- Victorine Gorget[17] ;
- Céleste Hardouin[18],[2],[19] ;
- Hortense Machu ;
- Émilie Noro[6] ;
- Eulalie Papavoine[20].

Parmi les enfants emprisonnés dans l'établissement durant cette période, notamment :
- Henri Ranvier.

Photographies de prisonnières prises à la prison des Chantiers par Eugène et Ernest-Charles Appert
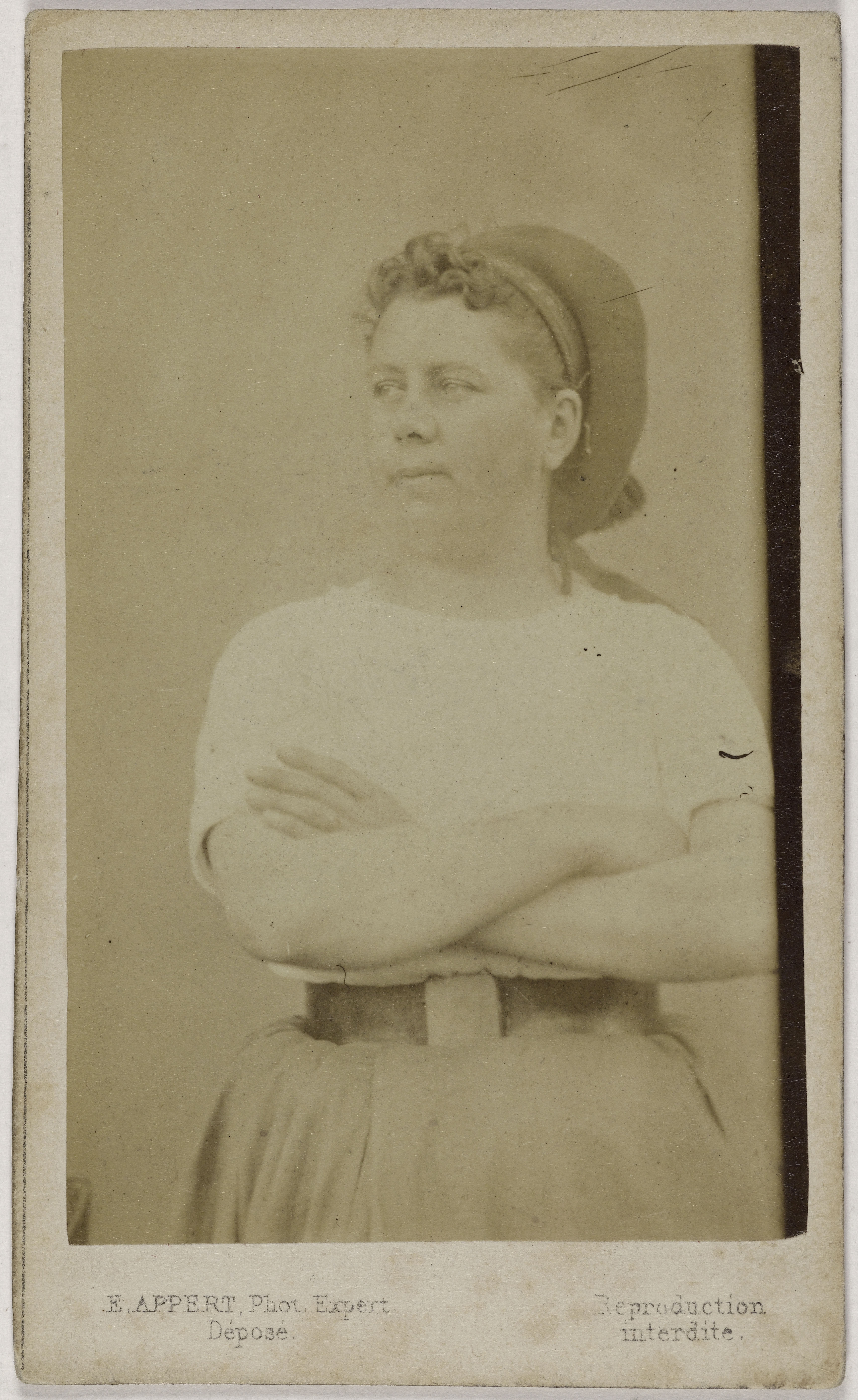
Portrait d'Hortense Machu, photographie par Eugène Appert à la prison des Chantiers de Versailles en 1871.
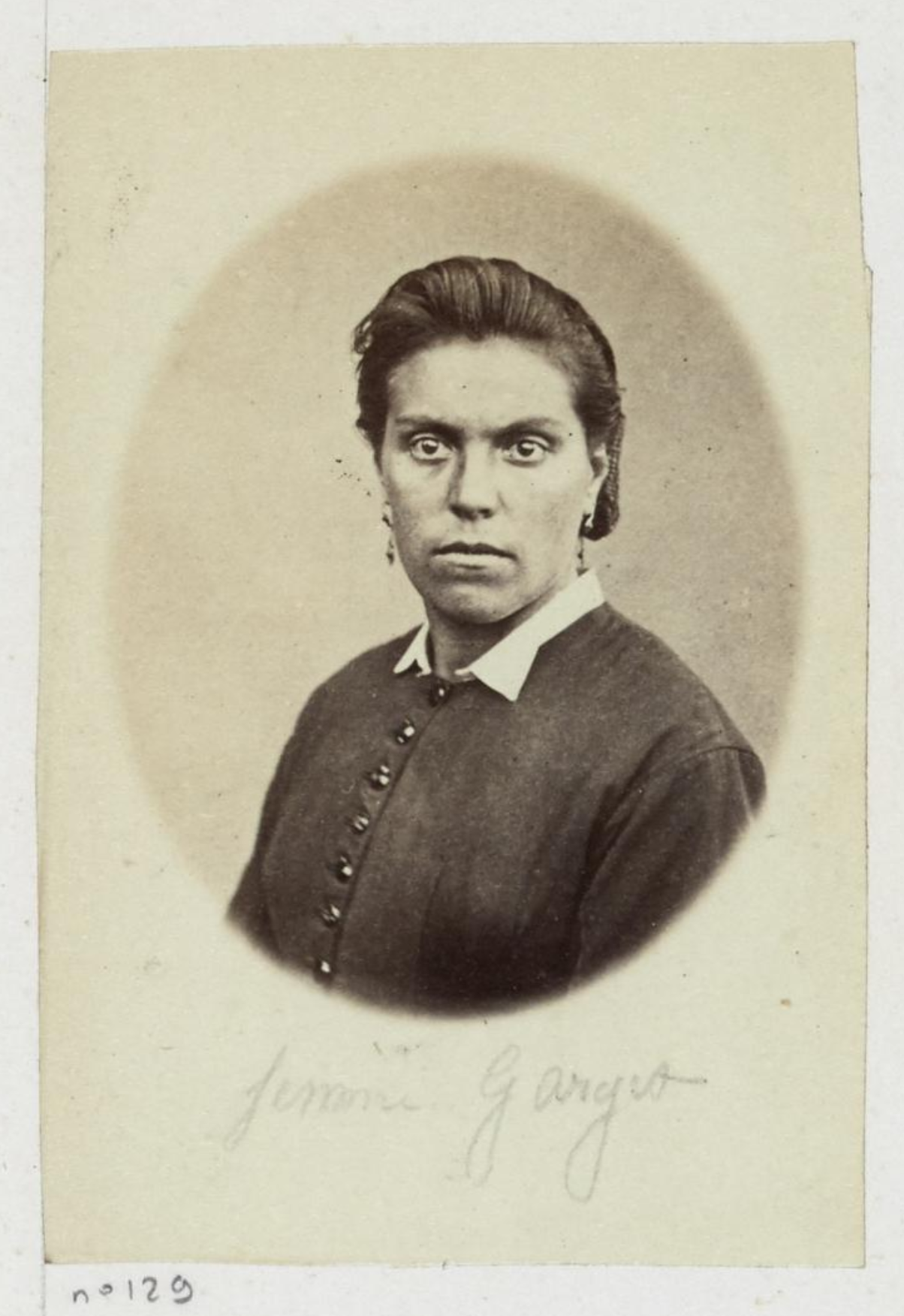
Portrait de Victorine Gorget, photographie par Eugène Appert à la prison des Chantiers de Versailles en 1871.
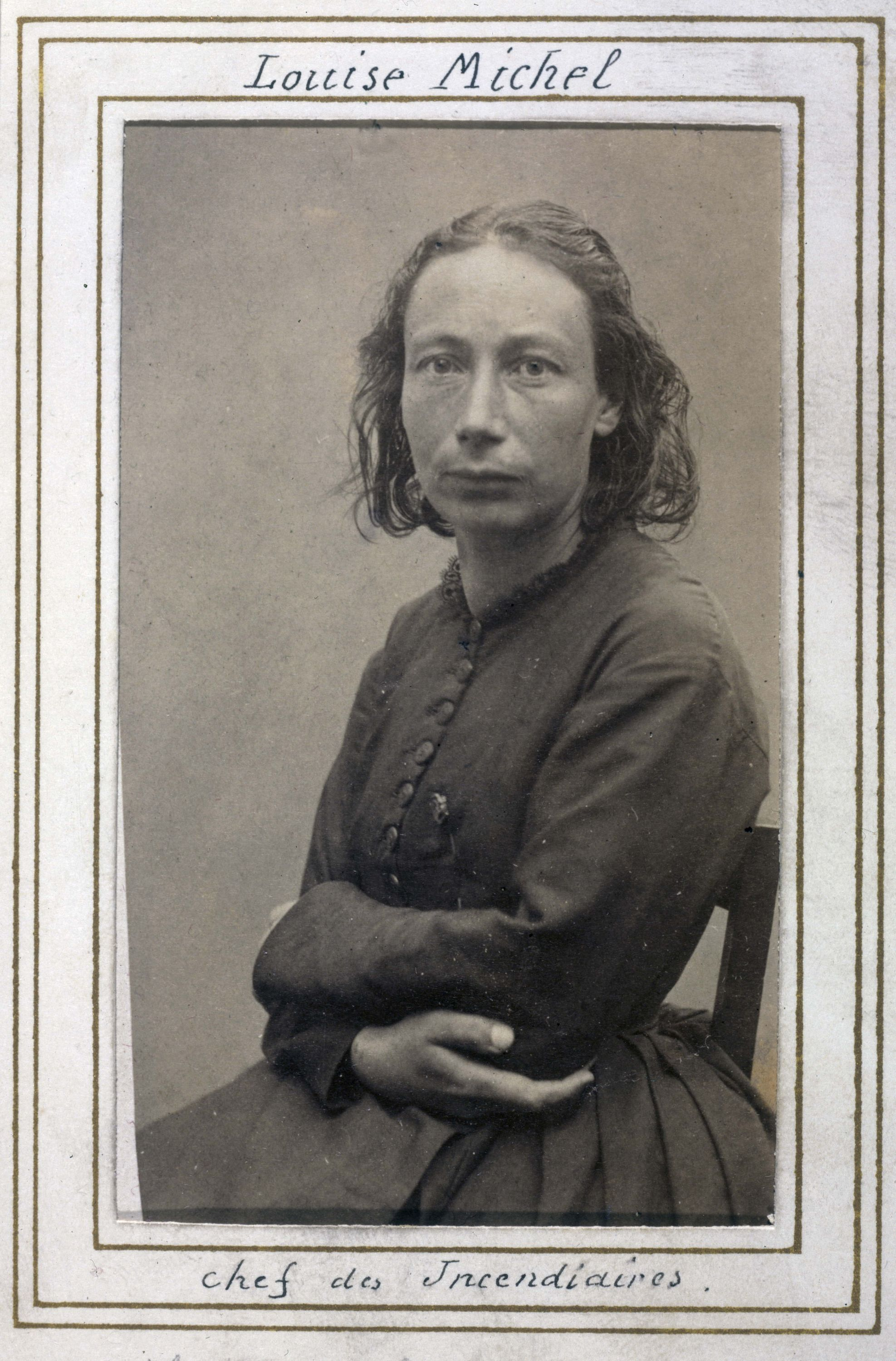
Portrait de Louise Michel pris à la prison des Chantiers de Versailles (musée Carnavalet). Le carton porte l'inscription « Louise Michel, chef des incendiaires ».
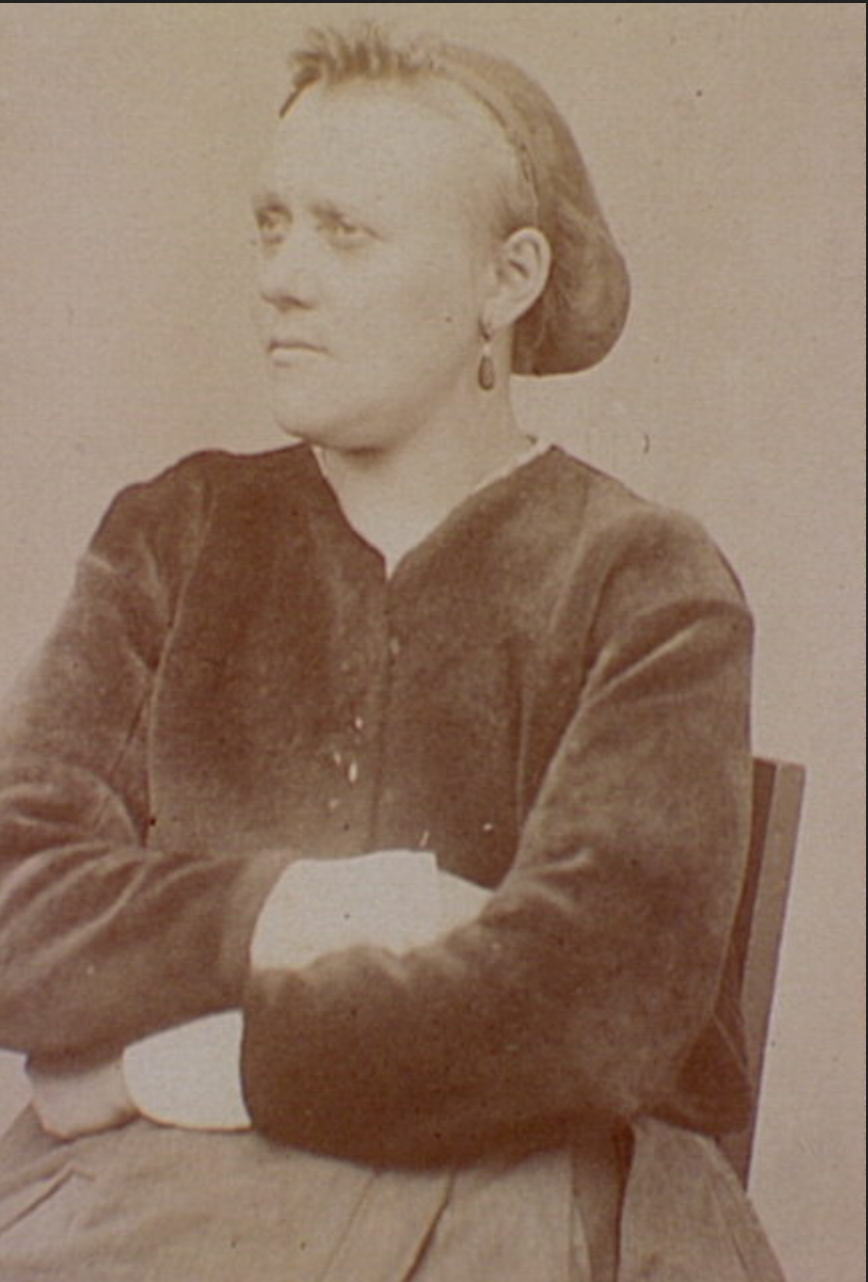
Portrait d'Eulalie Papavoine photographiée par Eugène Appert à la prison des Chantiers de Versailles[21].
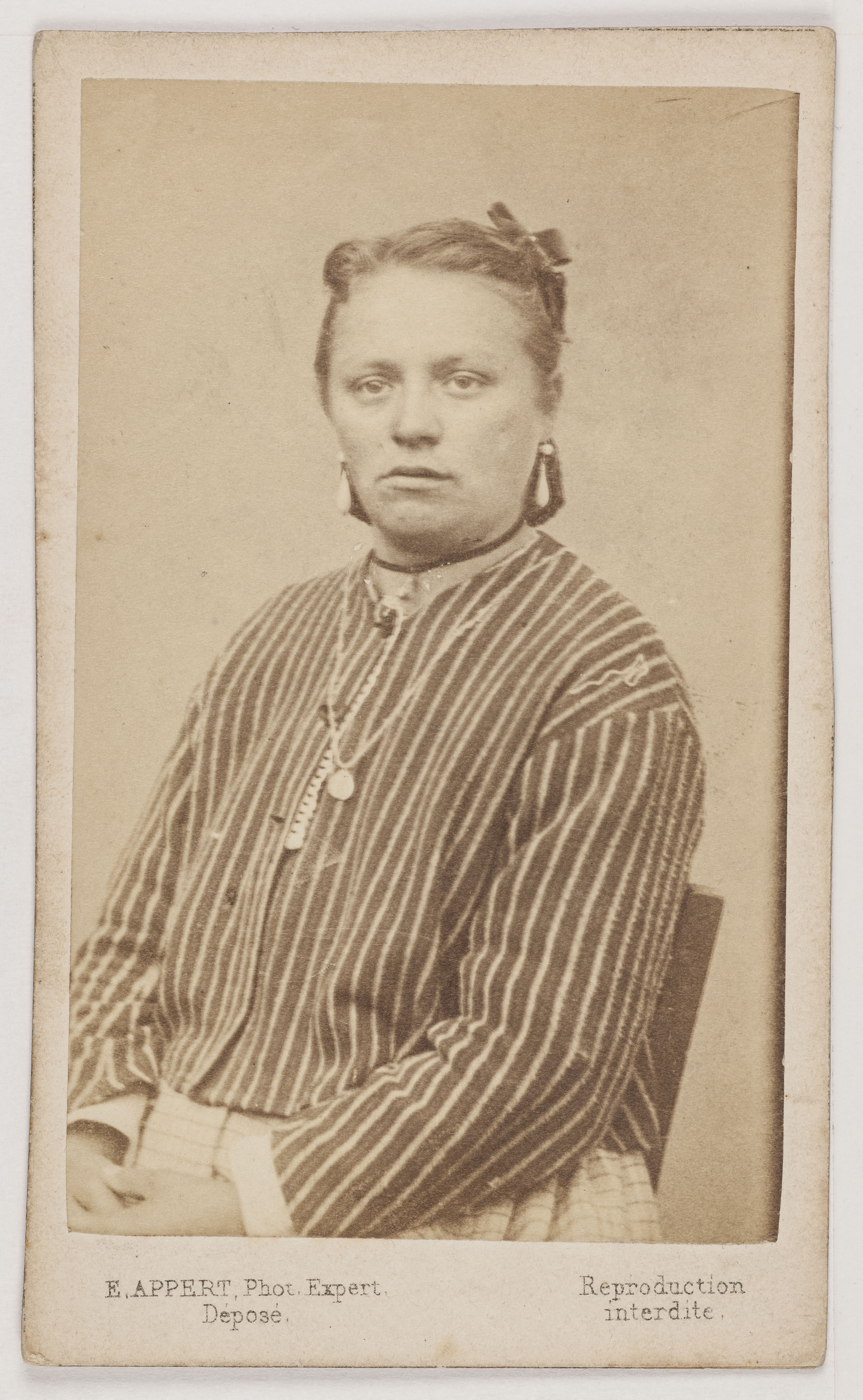
Portrait de Léontine Suétens réalisé par Ernest-Charles Appert à la prison des Chantiers de Versailles

#### Témoignages
- Louise Michel, La Commune, Histoire et souvenirs, Paris, P.-V. Stock, éditeur, 1898, 377 p. (ISBN 978-2-707-12942-0 et 2707129429, lire sur Wikisource), partie IV, p. 261-343.
- Céleste Hardouin, La détenue de Versailles en 1871, Paris, Chez l'auteur, 1879, 145 p. (lire sur Wikisource, lire en ligne).
- Émilie Noro, « De Paris à Versailles par Satory : Récits d'une prisonnière », Les Temps nouveaux, Paris,‎ du 11 janvier 1913 au 10 mai 1913Republié et annoté par Michèle Audin sur son blog macommunedeparis.com en 2019.

#### Ouvrages d'historiens
- « Hardouin, Céleste (née Céleste Toulmé) », dans Michel Cordillot (dir.), La Commune de Paris 1871. L’événement, les acteurs, les lieux, Ivry-sur-Seine, Les Éditions de l'Atelier, 2021, p. 637-639.
- Daniel Girardin et Christian Pirker, Controverses : une histoire juridique et éthique de la photographie, Arles/Lausanne, Actes Sud, 2008, 314 p. (ISBN 978-2-7427-7432-6).
- Stéphanie Sotteau Soualle, « Ernest Appert (1831-1890), un précurseur d’Alphonse Bertillon ? », Criminocorpus. Revue d'Histoire de la justice, des crimes et des peines,‎ 18 avril 2011 (ISSN 2108-6907, lire en ligne, consulté le 12 janvier 2021).
- Édith Thomas, Les « Pétroleuses », Paris, Gallimard, coll. « Folio Histoire », 2021 (1re éd. 1963), 394 p. (ISBN 978-2-07-287973-9).